# Amnesicoma condigna
Amnesicoma condigna är en fjärilsart som beskrevs av Louis Beethoven Prout 1940. Amnesicoma condigna ingår i släktet Amnesicoma och familjen mätare. Inga underarter finns listade i Catalogue of Life.